# Грб Гренланда
Грб Гренланда је званични хералдички симбол данске аутономне територије Гренланд.

## Опис грба
Грб је плави штит на коме се налази сребрни (бели) поларни медвед. Овај симбол први пут је уведен на грбу Данске из 1666. године и још увек се налази на грбу данске краљевске породице. Усправни положај медведа прописан је од 1819. године.
Тренутну верзију грба Гренланда дизајнирао је гренландски уметник Јенс Росинг и усвојена 1. маја 1989. године од парламента Гренланда - Ландстинга. Бели медвед симболише фауну Гренланда а плава боја Атлантски и Арктички океан. Медвед има подигнуту леву шапу насупрот данској традицији, јер је древно инуитско веровање да су поларни медведи леворуки. Када данска власт на Гренланду користи грб, медвед има подигнуту десну шапу и крунисан је данском краљевском круном. Заступници пуне независности Гренланда користе грб са зеленом позадином.